# Les Gens d'en face (film)
Pour l’article homonyme, voir Les Gens d'en face.
Pour plus de détails, voir Fiche technique et Distribution.
Les Gens d'en face (Los de enfrente) est un film franco-espagnol réalisé par Jesús Garay, sorti en 1995.
Le film fait partie d'un cycle de cinq films adaptés d'œuvres de Georges Simenon.

## Fiche technique
- Titre : Les Gens d'en face
- Titre original : Los de enfrente
- Réalisation : Jesús Garay
- Scénario : Jesús Garay, Fabrice Gardel et Louis Gardel d'après le roman Les Gens d'en face de Georges Simenon
- Musique : Béatrice Thiriet
- Photographie : Carles Gusi
- Montage : Albena Katerinska
- Société de production : La Sept, Les Films du Sabre, Revcom Films et Televisió de Catalunya
- Pays :  France et  Espagne
- Genre : drame
- Durée : 95 minutes
- Dates de sortie : 
  -  France : 29 septembre 1995

## Distribution
- Juanjo Puigcorbé : Adil Bey
- Estelle Skornik : Sonia
- Ben Gazzara : John
- Carme Elías
- Nina Arnaudova
- Vassil Dimitrov
- Tanya Gubidelnikova
- Boris Lukanov
- Svetozar Nedelchev
- Ognian Ouzounov
- Peter Petrov
- Peter Popov
- Dimitrina Savova
- Gricha Tchernev
- Vasko Tchouchev
- Ilka Zafirova

## Distinctions
Le film a été présenté en sélection officielle en compétition lors de Berlinale 1994.